# トリプチセン
トリプチセン (triptycene) とは芳香族炭化水素のひとつで、アントラセンがベンザインとディールス・アルダー反応を起こして得られる有機化合物である。1942年、ハーバード大学のポール・バートレットが初めて合成した。この化合物は汽船の外輪のような D3h対称構造を持つ。バレレン (barrelene) は同様に D3h対称構造を持つが、トリプチセンはバレレンの構造に3個のベンゼン環が縮合した化合物にあたる。
トリプチセンの骨格は非常に剛直で、配位子の骨格や、人工分子モーターの部品として利用された研究例がある。
トリプチセンの名称は、絵などを展示するのに使われた三枚組のパネル「トリプティック (triptych)」に由来する。ただしこのトリプティックは、近年では放射状ではなく屏風状に設置されることが多い。
東京工業大学の福島孝典教授らの研究チームは、3枚のベンゼン環から長いアルコキシ鎖が伸びたトリプチセン誘導体を用いた、高秩序な大面積分子集積膜の形成を報告している。またこの分子配向膜を有機トランジスタの絶縁膜上に形成することで、有機トランジスタ、集積回路の駆動電圧の低減をはじめとした高性能化を実現した。
また、トリプチセンをさらに連結させたような化合物も合成されている。これらは「イプチセン類」(iptycenes)と総称され、芳香環の数を頭につけて「ペンチプチセン」「ヘプチプチセン」などと呼ばれる。